# Stefan aus dem Siepen

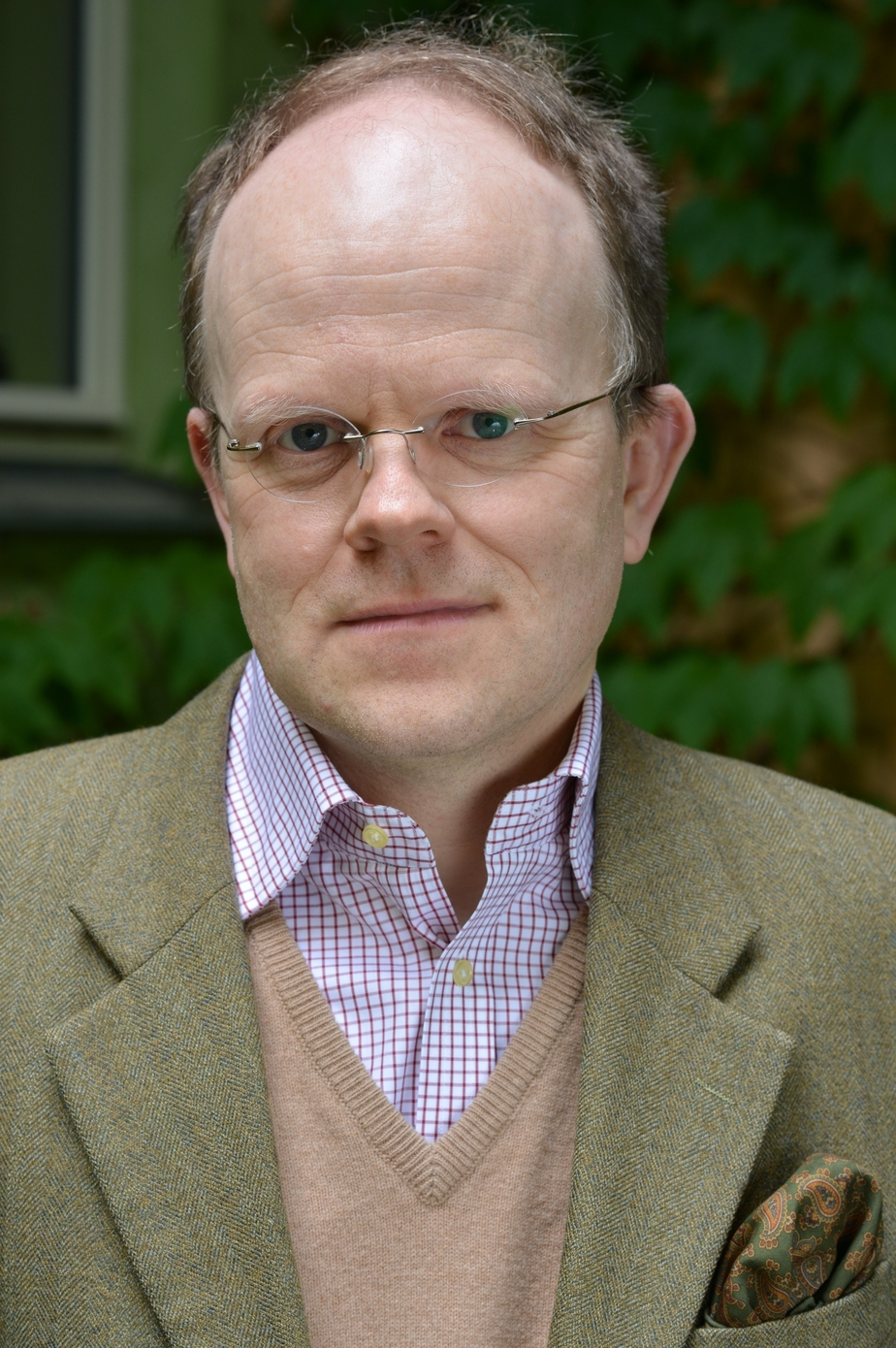
Stefan aus dem Siepen

Stefan aus dem Siepen (* 27. Mai 1964 in Essen) ist ein deutscher Jurist, Diplomat und Schriftsteller.

## Leben und Wirken
Stefan aus dem Siepen wurde 1964 in Essen geboren. Er studierte in München Jura und trat anschließend in den Diplomatischen Dienst ein. Über Stationen in Bonn, Luxemburg, Shanghai und Moskau führte ihn sein Weg nach Berlin, wo er seit 2009 im Auswärtigen Amt arbeitet.
Sein 2006 erschienener Debütroman war Luftschiff, danach folgte 2008 Die Entzifferung der Schmetterlinge.
Sein dritter Roman Das Seil erschien im Juni 2012. Er löste ein starkes Presseecho aus und schaffte den Sprung auf die SPIEGEL-Bestsellerliste. Übersetzungen von Das Seil erschienen in Frankreich, Italien, Südkorea und Israel. 2020 wurde der Roman als dreiteilige Serie für ARTE verfilmt (mit Suzanne Clément, Jeanne Balibar und Tom Mercier in den Hauptrollen).
2014 veröffentlichte der Autor seinen vierten Roman, Der Riese, der auch ins Französische und Koreanische übersetzt wurde. 2015 folgte ein Band mit kurzen Betrachtungen und Anekdoten unter dem Titel Das Buch der Zumutungen sowie 2018 der erste Erzählband Aufzeichnungen eines Käfersammlers. Unzeitgemäße Erzählungen.
Der Stil aus dem Siepens orientiert sich an traditionellen Erzählformen, verbindet oft realistische mit surrealen und satirischen Elementen, ist humorvoll und auf ironische Art hintergründig. Seine Figuren sind oft geistige Randexistenzen, denen es nicht gelingt, sich in der Normalität zurechtzufinden, oder umgekehrt: alltägliche Charaktere, die unversehens aus ihrer wohleingerichteten Normalität gerissen werden.
Seit 2016 erscheint in der Zeitschrift Cicero eine monatliche Kolumne Stefan aus dem Siepens mit dem Titel Der Flaneur, die Zeitphänomene wie Kleidung, Umgangsformen, Sprachgebrauch, Kunstgeschmack, Freizeitbeschäftigungen u. a. unter die Lupe nimmt.
2023 folgte der Essay Wie man schlecht schreibt. Die Kunst des stilistischen Missgriffs, eine amüsante literarische Stilkunde.
Stefan aus dem Siepen ist verheiratet und lebt in Potsdam und Paris.

## Werke
- Luftschiff. Roman, Atrium Verlag, Zürich/Hamburg 2006, ISBN 978-3-85535-974-5 / Taschenbuchausgabe: dtv, München 2016, ISBN 978-3-423-14513-8
- Die Entzifferung der Schmetterlinge. Roman, Atrium Verlag, Hamburg/Zürich 2008, ISBN 978-3-85535-722-2 / Taschenbuchausgabe: dtv, München 2013, ISBN 978-3-423-14208-3
- Das Seil. Roman, dtv premium, München 2012, ISBN 978-3-423-24920-1 / Taschenbuchausgabe: dtv, München 2014, ISBN 978-3-423-14345-5
- Der Riese. Roman, dtv premium, München 2014, ISBN 978-3-423-26025-1
- Das Buch der Zumutungen, dtv Hardcover, München 2015, ISBN 978-3-423-28061-7
- Aufzeichnungen eines Käfersammlers: Unzeitgemäße Erzählungen, dtv, München 2018, ISBN 978-3423281492
- Wie man schlecht schreibt. Die Kunst des stilistischen Missgriffs, Essay, zu Klampen Verlag, Springe 2023, ISBN 978-3-98737-001-4